# Hernando Echeverri Mejía
José Hernando Echeverry Mejía (Rionegro, 1920 - Medellín, 1998) fue un  médico y político colombiano. Fue candidato a las elecciones presidenciales de Colombia de 1974 por la Unión Nacional de Oposición (UNO) y el Partido Comunista Colombiano.

## Biografía
Fue médico y hermano del político y empresario Gilberto Echeverri Mejía. Se desempeñó como concejal de Rionegro, concejal de Medellín y fue Senador de la República, entre 1970-1974, llegando a ser candidato presidencial en 1974, ubicado en el cuarto lugar recibió 122.838 votos.
En 1997 recibió la Orden de San Carlos, de parte del gobierno de Ernesto Samper. Falleció en Medellín en diciembre de 1998.